# François Le Roux
François Le Roux es un barítono francés nacido el 30 de octubre de 1955 en Rennes. Comienza sus estudios de canto a los diecinueve años con François Loup. Más tarde ingresa en L'Opéra-Studio de París, donde recibe clases de Vera Rosza y Elisabeth Grümmer. Tras ser premiado en el concurso María Canals de Barcelona en 1978 y en el de Río de Janeiro en 1979, entra en la compañía de la Ópera de Lyon, donde permanece desde 1980 hasta 1985. A partir de ese momento comienza una imparable carrera internacional que le lleva a la Ópera de París, La Scala de Milán, al Covent Garden de Londres, La Fenice de Venecia, Viena, Múnich, Hamburgo, Zúrich, Los Ángeles, San Francisco, Buenos Aires y los festivales de Aix-en-Provance, Edimburgo, Glyndebourne, Hong Kong, Santa Fe, Wiener Festwochen, etc. 

## Biografía
Poseedor de una bella voz de barítono lírico (o barítono Martin, según la denominación francesa) y heredero de la tradición de Gérard Souzay, su repertorio abarca desde la ópera barroca hasta la contemporánea: Monteverdi (Ulises en Il ritorno d´Ulisse in patria), ópera barroca francesa (Rameau: Pollux en Castor y Pollux; Gluck: Orestes en Ifigenia en Táuride), todos los papeles para barítono de Mozart (Don Giovanni en la ópera del mismo nombre, Papageno en La flauta mágica, Guglielmo en Così fan tutte, Almaviva en Las bodas de Fígaro), ópera italiana (Rossini: Fígaro en El barbero de Sevilla, Dandini en La cenerentola; Donizetti: Belcore en L´elissir d´amore, Malatesta en Don Pasquale; Puccini: Ping en Turandot, Marcello en La bohème), ópera francesa (Berlioz: Corebo en Los troyanos; Gounod: Valentin en Fausto, Mercutio en Romeo y Julieta; Massenet: Athanaël en Thais, Albert en Werther; Ravel: Ramiro en La hora española, el Carillón y el Gato en El niño y los sortilegios), ópera alemana (Strauss: Barak en La mujer sin sombra, el Barbero en La mujer silenciosa), opereta (Offenbach: Calchas en La bella Helena, el general Boum en La grande-duchesse de Gérolstein). Importantes compositores contemporáneos han escrito obras para él: Henze, Lutosławski, Takemitsu…
Mención aparte merece su interpretación del papel de Pelléas en Pelléas y Mélisande de Debussy. Lo interpreta por primera vez en 1985 en La Scala de Milán bajo la dirección de Claudio Abbado (lo grabaría con el mismo director cuatro años más tarde), y supone para él el despegue de su carrera y su reconocimiento internacional. Ha llegado a ser calificado por la crítica como el más importante Pelléas desde Jacques Jansen. Desde 1997 ha incorporado a su repertorio también el papel de Golaud en la misma ópera, interpretándolo en la Ópera de París en el centenario de la obra (2002) y en su estreno escénico en Rusia (Moscú, Teatro Stanislavski-Nemiróvich-Dánchenko, mayo de 2007), cosechando en ambos un gran éxito de crítica y público.
Otra vertiente importante de su repertorio es el cultivo del lied (Schubert, Schumann) y, sobre todo, de la mèlodie francesa (Debussy, Poulenc, Ravel, Duparc...), de la que se ha convertido en una referencia mundial. Ha interpretado y grabado numerosos recitales, considerados destacables por la crítica, con pianistas como Jeff Cohen, Graham Johnson, Noël Lee, Pascal Rogé, Roger Vignoles... Sobre la interpretación de la mèlodie francesa ha escrito un libro (con la participación de Romain Raynaldy), Le Chant intime. De l’interprétation de la mélodie française, que le ha supuesto el premio René Dumesnil 2004 de L’Académie des Beaux Arts.
En concierto destacan sus interpretaciones de oratorios y música vocal como La infancia de Cristo de Berlioz y, más recientemente, La canción de la Tierra, de Mahler.
Desde el 2006 es profesor de canto en la Academia Ravel de Saint-Jean-de-Luz. También da clases magistrales en la Academia Sibelius de Helsinki, en el Instituto Francés de Tokio, en la Escuela Superior de Canto de Madrid y en la Academia Francis Poulenc de Tours. 
Abanderado de la música francesa, François Le Roux posee el título de Chevalier de la Orden de las Artes y las Letras en 1996, y nombrado “Personalidad musical de la temporada 1997-1998” por el Sindicato Francés de la Crítica Musical y Dramática.

## Discografía
- Tancrède (André Campra). Papel: Tancrède. Con Daphné Evangelatos, Catherine Dubosc, Pierre-Yves Le Maigat, Gregory Reinhart, Colette Alliot-Lugaz, Dominique Visse, Alison Wells, Andrew Murgatroyd, Christopher Royall, Jeremy White. The sixteen. La Grande Écurie et la Chambre du Roy. Dir: Jean-Claude Malgoire. ERATO.

- L´etoile (Emmanuel Chabrier). Papel: Hérisson de Porc-Épic. Con Collette Alioz-Lugaz, Georges Gautier, Gabriel Bacquier, Antoine David, Ghyslaine Raphanel, Magali Damonte. Coro y Orquesta de la Ópera de Lyon. Dir: John Eliot Gardiner. EMI.

- Le roi Arthus (Ernest Chausson). Papel: Merlín. Con Andrew Schroeder, Susan Bullock, Simon O´Neill, Daniel Okulitch, Garret Sorenson, Donald McIntyre, Andrew Kennedy. Apollo Voices. Orquesta Sinfónica de la BBC. Dir: Leon Botstein. TELARC.

- Mélodies (Claude Debussy). Con Noël Lee. LCDM.

- Pelléas et Mélisande (Claude Debussy). Papel: Pelléas. Con Ewing, Van Dam, Courtis, Ludwig, Pace, Mazzola. Konzertvereinigung Wiener Staatsopernchor. Wiener Philharmoniker. Dir: Claudio Abbado. DG.

- Mélodies completes (Henry Duparc). Con Danielle Borst, Jeff Cohen. REM.

- Der harmonie der Welt (Paul Hindemith). Papel: Johannes Kepler. Con Arutjun Kotchinian, Robert Wörie, Christian Elsner, Michael Burt, Reinhard Hagen, Michael Kraus, Daniel Kirch, Sophia Larson, Michelle Breedt, Tatiana Koróvina, Egbert Jung-Hanns, Andreas Kohn. Coro y Orquesta Sinfónica de la Radio de Berlín. Dir: Marek Janowski. WERGO.

- La bélle Héléne (Jacques Offenbach). Papel: Calchas. Con Felicity Lott, Yann Beuron, Michel Sénéchal, Laurent Naouri, Marie-Ange Todorovitch. Choeur des Musiciens du Louvre, Les Musiciens du Louvre-Grenoble. Dir: Marc Minkowski. VIRGIN.

- La grande-duchesse de Gérolstein (Jacques Offenbach). Papel: General Boum. Con Felicity Lott, Sandrine Piau, Yann Beuron, Franck Leguérinel, Eric Huchet, Boris Grappe, Alain Gabriel, Maryline Fallot, Blandine Staskiewicz, Jennifer Tani, Aurélia Lagay, Christophe Grapperon. Choeur des Musiciens du Louvre. Les Musiciens du Louvre-Grenoble. Dir: Marc Minkowski. VIRGIN.

- Mélodies (Francis Poulenc). Con Felicity Lott, Catherine Dubosc, Gilles Cachemaille, Pascal Rogé. DECCA.

- Mélodies (Maurice Ravel). Con Pascal Rogé, Cuarteto Castagneri, Markovitch, Kirchhoff, Marguier, Moraguès, Westphal. LCDM.

- L´enfant et les sortileges (Maurice Ravel). Papel: El Carillón/El Gato. Con Magdalena Kozena, Annick Massis, Nathalie Stutzmann, Sophie Koch, Mojca Erdmann, Jean-Paul Fouchécourt, José Van Dam. Coro de la Radio de Berlín. Orquesta Filarmónica de Berlín. Dir: Simon Rattle. EMI.

- Mélodies (Camille Saint-Saëns). Con Graham Johnson, Krysia Osostowicz, Philippa Davies. HYPERION.

- Fables de La Fontaine (Charles Lecocq, Jacques Offenbach, Charles Gounod, André Caplet, Marcelle de Maziarly, Georges Van Parys, Charles Trenet). Con Laurence Dale, Jean-Paul Fouchécourt, Jean-Philippe Courtis. Jeff Cohen. EMI.

## Filmografía
- Carmen (Bizet). Papel: Morales. Con: Migenes, Domingo, Raimondi, Esham, S. Daniel, L. Watson, Lafont, Garino, Bogart. Coro de Niños y Coro de la Radio de Francia. Orquesta nacional de Francia. Director: Lorin Maazel. Director del film: Francesco Rosi. ERATO.

- Pelléas et Mélisande (Claude Debussy). Papel: Pelléas. Con Alliot-Lugaz, Van Dam, Soyer, Taillon, Golfier, Schirrer. Coro y Orquesta de la Ópera de Lyon. Dir: John Eliot Gardiner. Director de escena: Pierre Strosser. VISUAL.

- La bélle Héléne (Jacques Offenbach). Papel: Calchas. Con Felicity Lott, Yann Beuron, Michel Sénéchal, Laurent Naouri, Marie-Ange Todorovitch. Choeur des Musiciens du Louvre, Les Musiciens du Louvre-Grenoble. Dir: Marc Minkowski. VIRGIN.

- La grande-duchesse de Gérolstein (Jacques Offenbach). Papel: General Boum. Con Felicity Lott, Sandrine Piau, Yann Beuron, Franck Leguérinel, Eric Huchet, Boris Grappe, Alain Gabriel, Maryline Fallot, Blandine Staskiewicz, Jennifer Tani, Aurélia Lagay, Christophe Grapperon. Choeur des Musiciens du Louvre. Les Musiciens du Louvre-Grenoble. Dir: Marc Minkowski. VIRGIN.

- L´amour des trois oranges (Versión del autor en francés) (Serguéi Prokófiev). Papel: Léandre. Con Alain Vernhes, Martial Defontaine, Natascha Petrinsky, Serguéi Jomov, Sandrine Piau, Anna Shafajínskaia, Willard White, Marcel Boone, Marianna Kulikova, Sylvia Kevorkian, Magali de Prelle, Richard Angas, Alexandr Vasiliev. Coro de la Ópera Holandesa. Orquesta Filarmónica de Róterdam. Dir: Stéphane Denève. Director de escena: Laurent Pelly. OPUS ARTE.